# Skleroskop
Skleroskop – przyrząd do pomiaru twardości stali dynamiczną  metodą Shore’a.
W tym przyrządzie bijak zakończony diamentowym ostrzem spada swobodnie na mierzoną powierzchnię próbki. Część energii bijaka powoduje powstanie niewielkiego odcisku, a pozostała część energii powoduje odskok bijaka. Im twardsza badana powierzchnia tym odcisk jest mniejszy a większa wysokość odskoku bijaka. Wysokość odskoku bijaka jest miarą twardości badanej próbki.